# HNK Orašje
El HNK Orašje es un equipo de fútbol de Bosnia y Herzegovina que juega en la Segunda Liga de la Federación de Bosnia y Herzegovina, la tercera liga de fútbol más importante del país.
Fue fundado en el año 1996 en la ciudad de Orašje, siendo uno de los equipos más nuevos en jugar en la Premijer Liga, donde han jugado en 7 temporadas sin lograr el título de Liga, pero han sido campeones de Copa en 2 ocasiones en 3 finales jugadas.
A nivel internacional ha participado en 1 torneo continental, en la Copa UEFA de 2006/07, donde fue eliminado en la Primera Ronda Clasificatoria por el NK Domžale de Eslovenia.

## Palmarés
- Copa de Bosnia y Herzegovina: 1

2005/06
- - Finalista: 1

1997/98
- Copa de la Federación de Bosnia y Herzegovina: 1

1998

## Participación en competiciones de la UEFA
- Copa UEFA: 1 aparición

2007 - Primera Ronda Clasificatoria

### Partidos en UEFA
| Temporada | Torneo    | Ronda            | País      | Club       | Casa | Visita |
| --------- | --------- | ---------------- | --------- | ---------- | ---- | ------ |
| 2006/07   | Copa UEFA | Clasificatoria 1 | Eslovenia | NK Domžale | 0-2  | 0-5    |